# Fort Hall (Idaho)
Fort Hall est une census-designated place située dans les Bannock et de Bingham  dans l’État de l’Idaho, aux États-Unis. Lors du recensement de 2010 sa population s'élève à 3 201 habitants.

## Démographie
| Groupe            | Fort Hall | Idaho | États-Unis |
| ----------------- | --------- | ----- | ---------- |
| Amérindiens       | 63,6      | 1,4   | 0,9        |
| Blancs            | 29,0      | 89,1  | 72,4       |
| Métis             | 4,9       | 2,5   | 2,9        |
| Autres            | 1,9       | 5,3   | 6,4        |
| Asiatiques        | 0,4       | 1,2   | 4,8        |
| Afro-Américains   | 0,1       | 0,6   | 12,6       |
| Total             | 100       | 100   | 100        |
|                   |           |       |            |
| Latino-Américains | 10,9      | 11,2  | 16,7       |

Selon l'American Community Survey pour la période 2011-2015, 80,84 % de la population âgée de plus de 5 ans déclare parler l'anglais à la maison, 15,14 % déclare parler le shoshone et le navajo, 2,94 % l'espagnol et 1,09 % une autre langue.
| 2000  | 2010  | - | - | - | - |
| ----- | ----- | - | - | - | - |
| 3 193 | 3 201 | - | - | - | - |